# Neobisium longidigitatum
Neobisium longidigitatum är en spindeldjursart som först beskrevs av Edvard Ellingsen 1908.  Neobisium longidigitatum ingår i släktet Neobisium och familjen helplåtklokrypare. Inga underarter finns listade i Catalogue of Life.